# Moro (Arkansas)
Moro é uma cidade  localizada no estado americano de Arkansas, no Condado de Lee.

## Demografia
Segundo o censo americano de 2000, a sua população era de 241 habitantes.
Em 2006, foi estimada uma população de 210, um decréscimo de 31 (-12.9%).

## Geografia
De acordo com o United States Census Bureau, a localidade tem uma área de 2,4 km², sem área coberta por água. Moro localiza-se a aproximadamente 62 m acima do nível do mar.

## Localidades na vizinhança
O diagrama seguinte representa as localidades num raio de 24 km ao redor de Moro.